# Lewis Clareburt

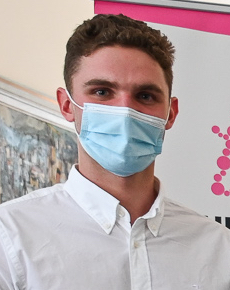
Lewis Clareburt bei einem Empfang (2022)

Lewis Douglas Clareburt (* 4. Juli 1999 in Wellington) ist ein neuseeländischer Schwimmer. Er gewann bis 2024 bei Weltmeisterschaften eine Gold- und eine Bronzemedaille auf der 50-Meter-Bahn. Bei Commonwealth Games erschwamm er zweimal Gold und zweimal Bronze.

## Sportliche Karriere
Der 1,87 Meter große Lewis Clareburt siegte 2017 bei den Commonwealth Youth Games über 400 Meter Lagen und über 200 Meter Freistil. Über 400 Meter Freistil, 200 Meter Lagen und 200 Meter Schmetterling wurde er jeweils Zweiter. Im Jahr darauf bei den Commonwealth Games in Gold Coast gewann Clareburt die Bronzemedaille über 400 Meter Lagen hinter dem Australier Clyde Lewis und dem Schotten Mark Szaranek. Über 200 Meter Schmetterling und über 200 Meter Lagen belegte Clareburt in Gold Coast jeweils den siebten Platz. Bei den Pan Pacific Swimming Championships 2018 in Tokio wurde Clareburt Fünfter über 400 Meter Lagen hinter je zwei Schwimmern aus den Vereinigten Staaten und aus Japan. Über 200 Meter Schmetterling und über 200 Meter Lagen schwamm Clareburt jeweils auf den achten Rang. 2019 bei den Weltmeisterschaften in Gwangju schied Clareburt mit der 4-mal-200-Meter-Freistilstaffel im Vorlauf aus. Über 400 Meter Lagen siegte der Japaner Daiya Seto mit 0,27 Sekunden Vorsprung vor Jay Litherland aus den Vereinigten Staaten. 2,85 Sekunden hinter Litherland erschwamm Clareburt die Bronzemedaille.
Wegen der COVID-19-Pandemie fanden die Olympischen Spiele in Tokio erst 2021 statt. Über 400 Meter Lagen stellte Clareburt im Vorlauf mit 4:09,49 Minuten einen neuen Landesrekord auf und war Zweitschnellster der Vorläufe. Mit seiner Vorlaufzeit hätte Clareburt im Finale die Silbermedaille gewonnen, er belegte in 4:11,22 Minuten den siebten Platz. Drei Tage später schwamm Clareburt die drittschnellste Vorlaufzeit über 200 Meter Lagen. Nach der siebtschnellsten Halbfinalzeit wurde Clareburt im Finale Achter.
Im Juni 2022 fanden die Weltmeisterschaften in Budapest statt. Über 400 Meter Lagen schlug Clareburt als Vierter an, hatte aber dabei dreieinhalb Sekunden Rückstand auf den Drittplatzierten. Es folgte der siebte Platz über 200 Meter Lagen. Einen Monat später bei den Commonwealth Games in Birmingham siegte Clareburt über 400 Meter Lagen mit anderthalb Sekunden Vorsprung vor dem Australier Brendon Smith und verbesserte dabei den Landesrekord auf 4:08,70 Minuten. Seine zweite Goldmedaille erkämpfte Clareburt über 200 Meter Schmetterling mit 0,29 Sekunden Vorsprung vor dem Südafrikaner Chad Le Clos. Über 200 Meter Lagen siegte der Schotte Duncan Scott vor dem Engländer Tom Dean, eine halbe Sekunde hinter Dean schlug Clareburt als Dritter an.
2023 trat Clareburt bei den Weltmeisterschaften in Fukuoka in vier Einzelwettbewerben und mit einer Staffel an. Nur über 400 Meter Lagen erreichte er das Finale und belegte den sechsten Platz mit fast zwei Sekunden Rückstand auf die Medaillenränge. 2024 bei den Weltmeisterschaften in Doha erreichte Clareburt dreimal den Endlauf. Er wurde über 200 Meter Schmetterling und über 200 Meter Lagen jeweils Siebter. Über 400 Meter Lagen siegte er in 4:09,72 Minuten mit 0,68 Sekunden Vorsprung vor dem Briten Max Litchfield. 2024 bei den Olympischen Spielen in Paris belegte Clareburt den sechsten Platz über 400 Meter Lagen. Über 200 Meter Lagen schied er im Halbfinale aus.